# Libertad (álbum de La Ley)
Libertad es el séptimo álbum publicado por la banda chilena La Ley en el año 2003 y alcanzó una menor notoriedad que sus antecesores en estudio, Vértigo (1998) y Uno (2000). Fue ganador del Grammy Latino 2004 en la categoría Mejor Álbum Vocal Rock Dúo o Grupo.
Libertad es un álbum roquero, con guitarras distorsionadas, una batería arreglada y potente y un bajo más presente que en épocas anteriores. Este disco fue producido por Humberto Gatica y KC Porter, con temas que expresaban su sentir por los sucesos mundiales. Para este trabajo se eligieron como singles los temas ¡Ámate y sálvate!, Más Allá (inspirada en una fanática que se suicidó por no ver su sueño realizado de conocer en persona a Beto Cuevas) y Mi Ley. Este disco vendió aproximadamente medio millón de discos en América y España.

## Lista de canciones
Letras por Beto Cuevas

| N.º   | Título                 | Duración |  |
| 1.    | «¡Ámate y Sálvate!»    | 4:41     |  |
| 2.    | «Esa es la verdad»     | 4:48     |  |
| 3.    | «Libertad»             | 5:07     |  |
| 4.    | «Y los demás»          | 3:21     |  |
| 5.    | «Durar hasta el final» | 5:19     |  |
| 6.    | «Más Allá»             | 5:15     |  |
| 7.    | «Sabes quién eres»     | 4:44     |  |
| 8.    | «En casa»              | 5:34     |  |
| 9.    | «Surazul»              | 5:48     |  |
| 10.   | «Mi Ley»               | 4:57     |  |
| 11.   | «Hotel Malibú»         | 5:12     |  |
| 12.   | «Mundo ideal»          | 6:00     |  |
| 60:46 |                        |          |  |

## Créditos
- Beto Cuevas - Voz y Guitarra
- Pedro Frugone - Guitarra
- Mauricio Clavería - Batería
- Archie Frugone - Bajo
- Andrés Sylleros - Teclados